# Ursus A
L'Ursus A era una famiglia di autocarri ed autobus polacchi realizzati nel periodo interbellico dalla Zakłady Mechaniczne Ursus S.A. di Varsavia.

## Storia

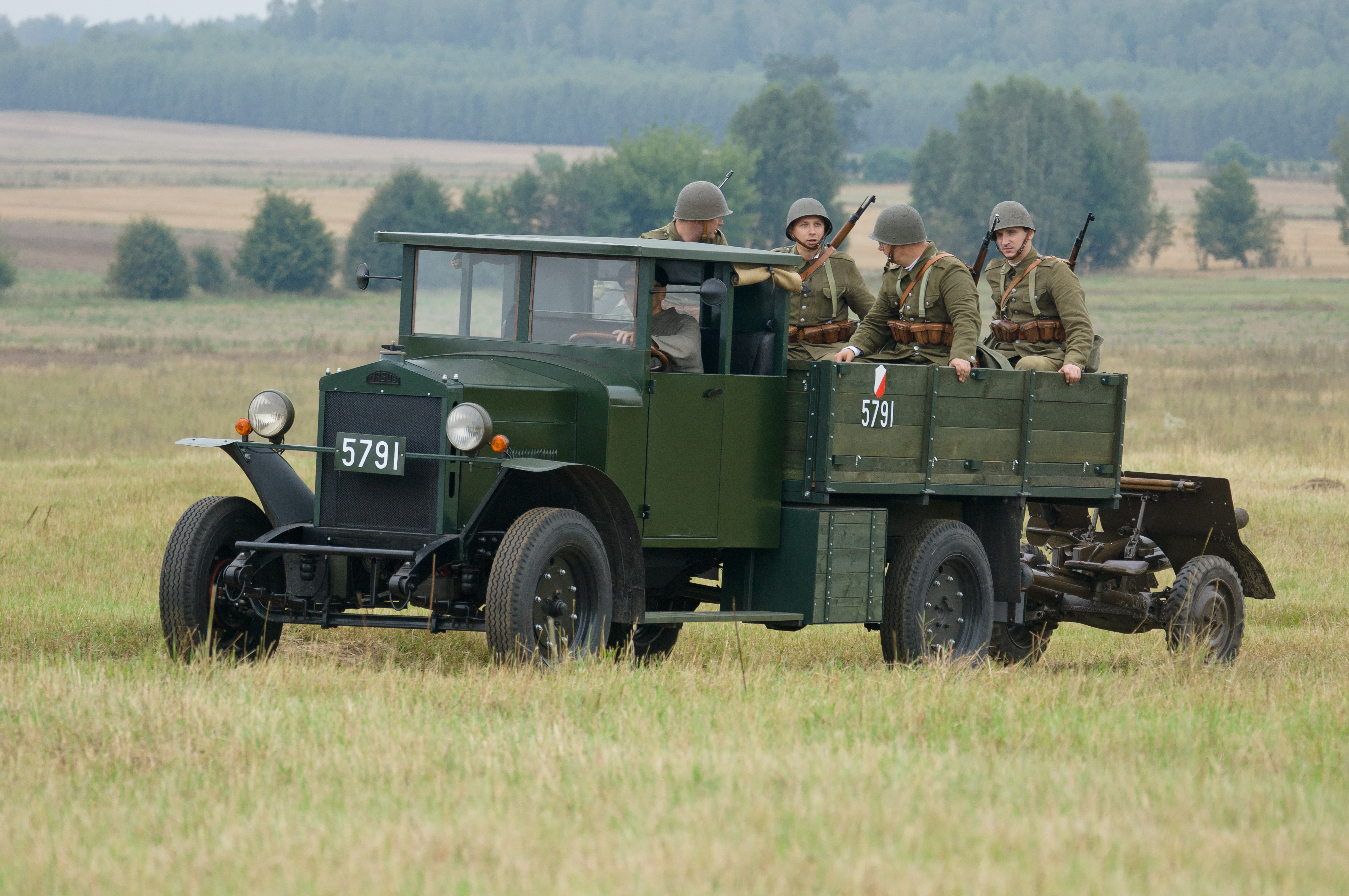
Un Ursus A militare utilizzato durante la ricostruzione della battaglia di Mława.

A maggio del 1924, il ministro della difesa polacco assegnò alla Z.M. Ursus un contratto per la fornitura di 200 autocarri da 3 tonnellate Berliet CBA e 150 da 1,5 tonnellate SPA 25C/Polonia. La consegna doveva essere effettuata in tre lotti successivi: un primo di mezzi importati direttamente da Francia e Italia, un secondo di mezzi assemblati in Polonia con componenti importate ed un terzo di autocarri prodotti completamente nel paese. La Z.M. Ursus iniziò la realizzazione di nuovi stabilimenti di Czechowice, presso Varsavia, per accogliere le nuove linee di produzione, ma la costruzione andava a rilento. Il ministero accettò quindi di annullare la produzione dei Berliet per concentrare gli sforzi dell'azienda sulla produzione del solo SPA 25C, ordinato in 375 pezzi.
Il primo lotto di 52 autocarri prodotti in Polonia venne testato l'11 luglio 1928 e comparato con gli originali prodotti in Italia dalla SPA, rispetto ai quali erano state introdotte delle modifiche per adattarli alle condizioni delle strade polacche. Per dimostrare le buone qualità del mezzo, gli Ursus A parteciparono al rally Varsavia-Zakopane-Varsavia; qui riuscirono a superare le montagne innevate di Gubałówka, dove invece i concorrenti si erano arresi a causa del ghiaccio e del terreno impervio.
L'ufficio progettazione della Ursus, sotto la direzione dell'ing. Witold Jakusz, realizzò ulteriori versioni durante la produzione, che terminò nel 1931. Vennero prodotti 1.200 Ursus A, 884 secondo altre risorse (509 civili e 375 militari).
Il modello fu sostituito dalla Polski Fiat 621.

## Varianti

### Ursus A e A30
L'Ursus A era il modello base di autocarro, con portata aumentata rispetto allo SPA prima a 2 tonnellate, poi a 2,5. La cabina ed il pianale di carico erano realizzati in legno, il telaio era costituito da longheroni in lamiera di acciaio stampata.
Sul telaio tipo A e A30 furono realizzati autocarri dei pompieri, cisterne di acqua e di carburante, ambulanze e autobus da 20 posti.

### Ursus AT e 303
Sulla base del telaio standard venne realizzato il modello AT a tre assi, con la trazione sui due assi posteriori, cui seguì la versione modernizzata Ursus 303.

### Ursus AW
Nel 1928 venne presentata la versione AW con telaio 4×2 rinforzato ed allungato, lungo 6,8 m, largo 1,6 m, con passo di 4,5 m. La capacità di carico era aumentata a 2,5-3 tonnellate. Questo telaio venne principalmente usato come base per la realizzazione di autobus da 22 posti. L'aumento della massa rese necessario l'utilizzo di freni su quattro ruote. I telai AT e AW vennero realizzati probabilmente in 200 esemplari.

## Specifiche tecniche
- Telaio: autocarro, acciaio e legno
- Motore: 4 cilindri, 4 tempi, a valvole laterali, raffreddato a liquido, in posizione avanzata
- Alesaggio×corsa: 85×120 mm
- Cilindrata: 2873 cm³
- Rapporto di compressione: 6,3:1
- Potenza: 25,7 kW (35 hp) a 1800 rpm
- Frizione: multidisco a secco
- Cambio: 4 marce avanti + 1 indietro
- Sospensioni: anteriori e posteriori ad assali rigidi con balestre semiellittiche
- Freni: a pedale sulle ruote posteriori, manuale sull'albero motore
- Pneumatici: 895×135 mm o 32×6 "
- Peso in ordine di marcia: 1540 kg
- Velocità massima: 60 km/h
- Consumi di carburante: 21 L/100 km